# Schwebeflug

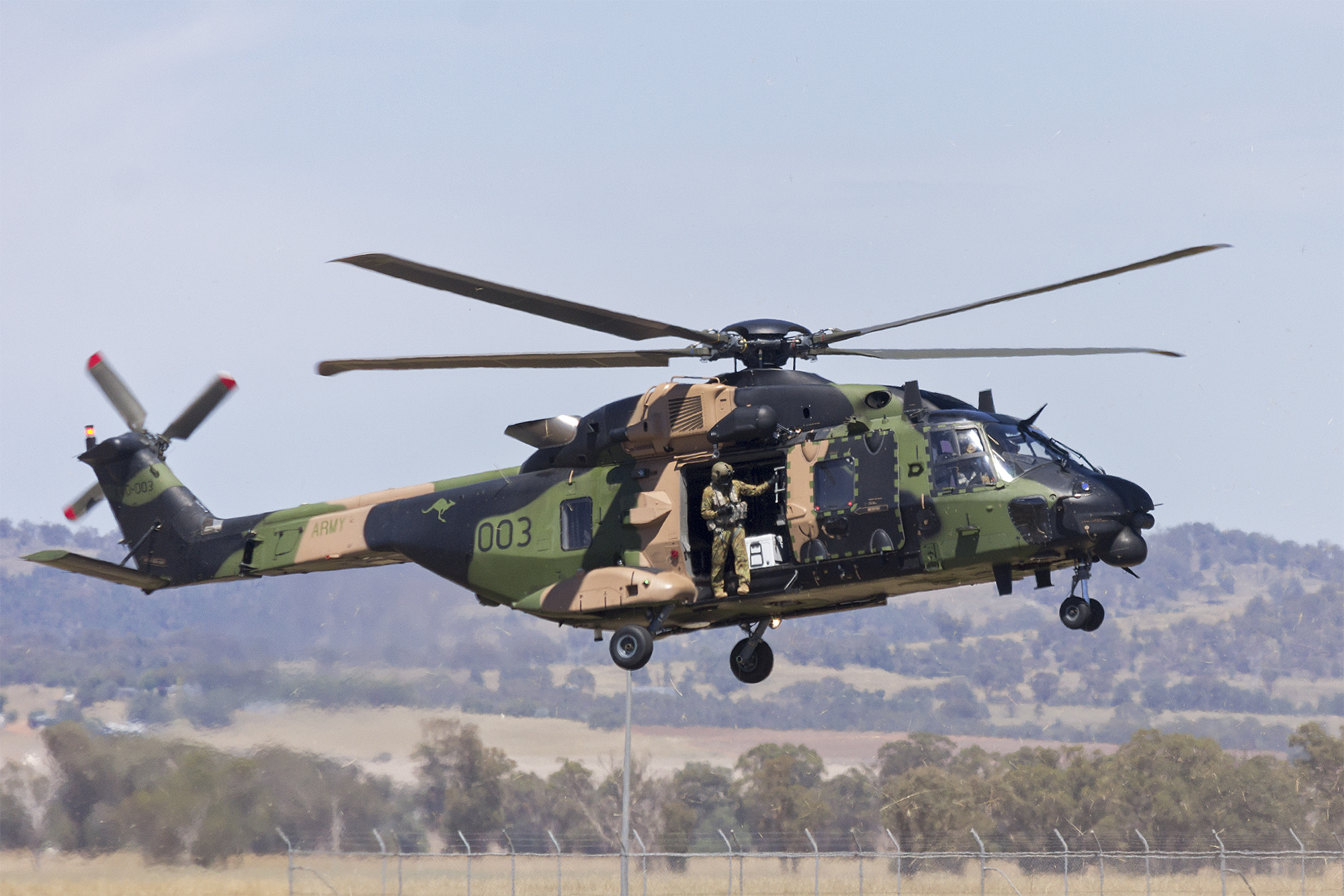
Ein NH90 im Schwebeflug

Der Schwebeflug ist ein Flugzustand von Hubschraubern, bei dem sie an unveränderter Position und unveränderter Höhe in der Luft verbleiben. Für den Schwebeflug wird mehr Leistung als für den Flug mit Reisegeschwindigkeit benötigt. Er ist aerodynamisch instabil und der Übergang zwischen beiden Flugzuständen verlangt besondere Aufmerksamkeit vom Piloten, da nicht nur die Leistungssteigerung zum Aufsteigen, sondern zusätzlich der abrupt nachlassende Bodeneffekt zu berücksichtigen sind.

## Voraussetzungen/Unterschiede zum Vorwärtsflug
Die zusätzliche Leistung für den Schwebezustand reduziert sich spürbar ab Geschwindigkeiten von etwa 15 bis 20 kt (~ 27 bis 36 km/h). Bei höheren Fluggeschwindigkeiten nimmt sie in dem Maße ab, wie der Rotor der Rezirkulation der hindurchtretenden Luft entkommt. Dies erscheint dem Piloten als zusätzlicher Auftrieb, der „Translationsauftrieb“ (engl. translational lift) oder „Fahrtauftrieb“ genannt wird. Bei weiter anwachsenden Geschwindigkeiten erfordert der Rumpfwiderstand mehr Leistung, und der Gesamtbedarf steigt dann wieder.
Bei der Heckrotor-Konfiguration entsteht weiterhin eine zusätzliche Seitenkraft (engl. drift), die durch entgegengesetzte Neigung der Hauptrotorebene (engl. roll) ausgeglichen werden muss. Dies reduziert wiederum den Auftrieb und muss durch mehr Hauptrotor-Pitch ausgeglichen werden. Beim Vorwärtsflug wird der Heckrotor leistungssparend entlastet, wenn der Drehmomentausgleich vom Seitenleitwerk unterstützt wird. Bei der Koaxial- oder Tandem-Konfiguration treten diese Effekte nicht auf.
Ein Pilot braucht bei allen Konfigurationen viel Übung, bis er einen ruhigen Schwebeflug erreichen kann. Bei einigen Modellen wird daher eine Hover-Automatik eingesetzt, so beim russischen Mil Mi-26.

## Bodeneffekt
In sehr geringer Höhe profitieren die Rotorblätter vom  Bodeneffekt. Bei gleicher Rotationsgeschwindigkeit erzeugen sie mehr Auftrieb als in freier Luft. Dadurch benötigt der Schwebeflug in Bodennähe eine geringere Antriebsleistung. Dieser Flugzustand wird hover in ground effect (HIGE) genannt. Ab einer Höhe über Grund von etwa ab dem Rotordurchmesser lässt der Bodeneffekt nach und es wird eine höhere Leistung für das Schweben benötigt. Dies wird hover out of ground effect (HOGE) genannt.
Daraus ergibt sich, dass die Schwebehöhe mit Bodeneffekt größer ist als im freien Luftraum und erklärt, warum Piloten bei Starts in größeren Höhen schnell in den Vorwärtsflug übergehen. Am Beispiel des NH90, der eine Dienstgipfelhöhe von 6.000 m hat, liegt sie bei 2.900 m bzw. 2.355 m.